# Bergisel-Bund
Der 1954 in Innsbruck gegründete Bergisel-Bund verstand sich als Schutzbündnis für die Rechte der Südtiroler.

## Vorgeschichte
Südtirol ist nach dem Ersten Weltkrieg durch den Vertrag von St. Germain am 10. Oktober 1920 Teil Italiens geworden. Auch nach dem Ende des Zweiten Weltkriegs setzte der italienische Staat seine während des Faschismus begonnene Italianisierungspolitik in Südtirol fort: Neugebaute Sozialwohnungen waren fast ausschließlich Italienern vorbehalten, die Arbeitsplätze in der Bozener Industriezone ebenso (siehe Geschichte Südtirols).

## Vereinsgeschichte 1954–2024
Der Bergisel-Bund wurde am 5. März 1954 in Innsbruck gegründet. Zu den Gründungsmitgliedern gehörten Eduard Reut-Nicolussi, Edeltraut Straffner-Pickl und Benedikt Posch. Den Vorstand bildeten Franz Gschnitzer, Eugen Thurnher und Eduard Widmoser.
1954 zählte der Bund 8.000 Mitglieder, Ende der 1950er Jahre waren es bereits 30.000.
Mitglieder des Bergisel-Bundes, unter ihnen Wolfgang Pfaundler, gründeten 1957 die Nordtiroler Fraktion des Befreiungsausschusses Südtirol, oft auch Freiheitslegion Südtirol (FLS) genannt.
Der Bergisel-Bund wurde am 15. Oktober 2024 aufgelöst und die Vereinsbehörde wurde über diesen Vorgang in Kenntnis gesetzt.